# Live in Berlin (album de Sting)
Pour les articles homonymes, voir Live in Berlin.
 (décembre 2020).
Live in Berlin est le cinquième album live de Sting, enregistré avec l'Orchestre philharmonique royal à Berlin en 2010. Le concert est filmé et reprend des titres de Sting en solo ainsi que des succès de Police.
L'enregistrement a eu lieu le 10 septembre 2010 dans la salle Mercedes-Benz Arena (Berlin).
On note dans la liste des musiciens invités, la présence de Branford Marsalis de retour au saxophone, lui qui avait déjà joué avec Sting sur son premier album solo The Dream of the Blue Turtles en 1985, ainsi que sur son double live qui avait été enregistré lors de la tournée subséquente, Bring on the Night en 1986. Le contrebassiste suédois Ira Coleman ici à la basse, ainsi que Michel Legrand aux orchestrations. 

## Liste des chansons

### DVD
1. A Thousand Years
2. Every Little Thing She Does Is Magic
3. Englishman in New York
4. Roxanne
5. When We Dance
6. Russians
7. I Hung My Head
8. Why Should I Cry For You
9. Whenever I Say Your Name
10. This Cowboy Song
11. Tomorrow We'll See
12. Moon Over Bourbon Street
13. End of the Game
14. You Will Be My Ain True Love
15. All Would Envy
16. Mad About You
17. King of Pain
18. Every Breath You Take
19. Desert Rose
20. She's Too Good for Me
21. Fragile
22. I Was Brought to My Senses

### CD
1. If I Ever Lose My Faith in You
2. Englishman in New York
3. Fields of Gold
4. Why Should I Cry For You
5. All Would Envy
6. Tomorrow We'll See
7. End of the Game
8. Whenever I Say Your Name
9. Shape of My Heart
10. Moon Over Bourbon Street
11. Mad About You
12. King of Pain
13. Desert Rose
14. Fragile

## Personnel
- Sting – chant, guitare
- Royal Philharmonic Orchestra - cordes et cuivres
- Dominic Miller – guitare
- Ira Coleman – basse
- Jo Lawry – chœurs
- Branford Marsalis – saxophone
- Rhani Krija - batterie, percussions
- David Cossin - batterie, percussions
- Steven Mercurio – chef d'orchestre, orchestrations
- Michel Legrand – orchestrations
- Jorge Calandrelli – orchestrations
- David Hartley – orchestrations
- Vince Mendoza – orchestrations